# Suore della Croce (Strasburgo)
Le Suore della Croce, dette di Strasburgo (in francese Sœurs de la Croix), sono un istituto religioso femminile di diritto pontificio.

## Storia
La congregazione fu fondata il 2 febbraio 1848 a Strasburgo da Adèle de Glaubitz per l'educazione e la cura degli orfani e delle giovani abbandonate.
In origine la congregazione era denominata "dame della Croce" e comprendeva tre categorie: quella della dame con costume secolare, con alcune restrizioni al voto di povertà; quella delle dame con costume religioso, senza restrizioni al voto di povertà, e quello delle ausiliarie laiche. Le categorie delle dame con costume secolare e delle ausiliarie laiche si estinsero nel 1861.
Dalle suore della Croce hanno avuto origine le francescane di Thuine e di Herford.
Le costituzioni dell'istituto ricevettero l'approvazione provvisoria della Santa Sede il 6 maggio 1932 e quella definitiva il 16 gennaio 1940.

## Attività e diffusione
Le suore si dedicano alla cura di orfani, abbandonati e disabili e all'assistenza ad anziani e ammalati.
Oltre che in Francia, sono presenti in Germania, Camerun e Congo; la sede generalizia è a Strasburgo.
Alla fine del 2015 l'istituto contava 125 religiose in 19 case.